# Emelia Cecilia Boy
Emilie (Millan) Cecilia Maria Boy, född 8 januari 1863 i Kalmar, död 24 juni 1900, var en musiklärare. Hon är mest känd för sitt arbete som musiklärare och sömmerska i Kalmar.

## Biografi
Emilie Cecilia Maria Boy föddes i Kalmar år 1863. Hennes mamma, Mazahr Makatemele, hade kommit till Kalmar från södra Afrika tillsammans med familjen Forssman, där hon arbetade som piga. Vid Mazahr Makatemeles ankomst till Kalmar sommaren 1862 togs hon om hand av missionärsfamiljen Borell. Vid födelsen bistods Mazahr av en lokal barnmorska som kallades Hilma.
Mazahr Makatemele förklarade att pappan till hennes nyfödda dotter var en afrikansk fästman, men enligt svensk sed betraktades hon som ogift, och därför klassades hennes barn som "oäkta" i kyrkoboken. Vid dopet hade Emilie (Millan) Cecilia Maria Boy bland annat Carl Johan Borell och en släkting till Forssman-familjen som dopvittnen. Barnet döptes till Emilie (Millan) Cecilia Maria och fick efternamnet Boy, som antas vara en aningslös användning av ett nedvärderande sätt att hänvisa till män med afrikansk härkomst. Hon kallades hela livet för Millan Boy.
Millan Boy växte upp som fosterbarn hos missionärsparet Carl Johan och Marie Borell. Hennes mamma arbetade också hos familjen men fick senare anställning som piga på Cecilia Fryxells flickskola, Rostad, dit hon flyttade. När Millan Boy nådde skolåldern blev hon en frielev på Rostad, där hon förvärvar läs- och skrivkunskaper samt utbildning inom musik och sömnad. Enligt husförhörslängderna var hon en duktig läsare med god läsförståelse.
Som vuxen försörjde sig Emilie (Millan) Cecilia Maria Boy som musiklärare och sömmerska i Kalmar. Hennes yrkeskarriär som musiklärare var betydande och hjälpte till att utbilda unga människor i området.
Under 1879 träffade Millan Boy en ung afrikansk man vid namn Umqwelantaba, som besökte Rostad tillsammans med missionären Otto Witt. År 1885 återvände Umqwelantaba till Rostad som en utbildad evangelist med dopnamnet Josef Zulu och friade till Millan Boy, men hon tackade nej till hans frieri, och hon förblev ogift genom hela sitt liv.
Under försommaren 1900 insjuknade Millan Boy allvarligt och avled i juni samma år till följd av kronisk njurinflammation. Hon blev 37 år gammal. Millan Boy är begravd på Södra kyrkogården i Kalmar, och hennes gravsten bär inskriptionen: "Musiklärarinnan Millan Boy."